# Кетрін Патерсон
Ке́трін Па́терсон (англ. Katherine Paterson, уроджена Вомелдорф; нар. 31 жовтня 1932, Кіньянь (сучасний Хуай'ань), Китай) — американська письменниця, авторка дитячих та фентезійних творів, лауреатка цілого ряду премій, зокрема, меморіальної премії Астрід Ліндгрен (2006) та премії Г. К. Андерсена (1998).

## Біографія
Народилася 1932 року в Кіньяні (китайська провінція Цзянсу) в родині місіонера Американської пресвітеріанської церкви. Батько працював директором школи для хлопчиків і сприяв укріпленню церковних громад серед місцевого населення. З початком китайсько-японської війни у 1937 році родина змушена шукати притулку в США, а пізніше в Шанхаї. Батько залишається в Китаї. На час, коли Кетрін виповнилося 18 років, родина змінила місце проживання 15 разів.
Закінчила середню школу в штаті Вірджинія (США) і вступила до Королівського коледжу в Бристолі. Одночасно викладала в шостих класах сільської школи в Вірджинії. Продовжила освіту в Пресвітеріанській школі християнської освіти в Річмонді, де займалася підготовкою жінок до викладацької і місіонерської роботи. Працювала місіонеркою на острові Сікоку (Японія), вивчила японську мову. В США повертається через чотири роки. В 1962 році отримує ступінь магістра релігійної освіти в нью-йоркській Об'єднаній богословській семінарії. Одружується з пастором Джоном Патерсоном із Буфало. Має двох власних і двох прийомних дітей дітей — Джона, Давида, Елізабет По Лін (Гонконг) та Мері Кетрін Нахесапечеа (родом із племені апачі-кіован). Живе в Бері (Вермонт).

## Твори для дітей та підлітків
1. «Знак хризантеми» (The Sign of the Chrysanthemum, 1973)
2. «Майстер ляльок» (The Master Puppeteer, 1976)
3. «Міст до Терабітії» (Bridge to Terabithia, 1977)
4. «Неперевершена Гіллі Хопкінс» (The Great Gilly Hopkins, 1978)
5. «Якова я возлюбив» (Jacob Have I Loved, 1980)
6. Of Nightingales That Weep, 1974
7. Rebels of the Heavenly Kingdom, 1983.
8. Come Sing, Jimmy Jo, 1985.
9. Park's Quest, 1988.
10. Lyddie, 1991.
11. Template: The Underground RailRoad,1992.
12. Flip-Flop Girl, 1994.
13. Jip, His Story, 1996.
14. Preacher's Boy, 1999.
15. The Same Stuff as Stars, 2002
16. Bread and Roses, Too, 2006

## Різдвяні історії
1. Angels & Other Strangers: Family Christmas Stories, 1979.
2. A Midnight Clear: Twelve Family Stories for the Christmas Season, 1995.
3. Star of Night: Stories for Christmas, 1980.

## Нагороди
- Медаль Януша Корчака (Польща, 1981);
- Премія Срібний олівець (Нідерланди, 1981);
- Гран-прі у сфері дитячої і підліткової літератури (Франція, 1986);
- Премія Лесенратена, яка присуджується дітьми (Німеччина, 1980);
- Внесена до Почесного списку Міжнародної ради з дитячої та юнацької літератури (Швейцарія, 1994);
- Золота медаль Г. Х. Андерсена (1998);
- Меморіальна премія Астрід Ліндгрен (2006);
- Лауреатка цілого ряду національних премій (США).

## Джерело
Марсен Д. Кетрин Патерсон// Патерсон К. Иакова я возлюбил. — М.: «Центр Нарния», 2007. — С.5-13.